# Apatania helvetica
Apatania helvetica là một loài Trichoptera trong họ Apataniidae. Chúng phân bố ở miền Cổ bắc.